# Tjuprene
Tjuprene (bulgariska: Чупрене) är en ort i Bulgarien.   Den ligger i kommunen Obsjtina Tjuprene och regionen Vidin, i den västra delen av landet, 110 km nordväst om huvudstaden Sofia. Tjuprene ligger 423 meter över havet och antalet invånare är 842.
Terrängen runt Tjuprene är kuperad åt nordost, men åt sydväst är den bergig. Runt Tjuprene är det glesbefolkat, med 8 invånare per kvadratkilometer.. Närmaste större samhälle är Belogradtjik, 12,2 km norr om Tjuprene.
I omgivningarna runt Tjuprene växer i huvudsak lövfällande lövskog.